# Темнівська виправна колонія № 100
Державна установа Темнівська виправна колонія № 100 — виправна колонія, яка знаходиться у селі Темнівка Харківського району Харківської області.

## Історія колонії
Темнівська виправна колонія № 100 управління Державного департаменту України з питань виконання покарань у Харківській області розташована на відстані 35 км від Харкова, на межі Харківського та Зміївського районів, неподалік від річки Уди. Наказом Міністра внутрішніх справ Української РСР від 29 квітня 1982 р. було передбачено організувати з 31 травня того ж року в селі Темнівка Харківського району Харківської області виправно-трудову колонію суворого режиму для тримання засуджених чоловіків.
Новоорганізованій виправно-трудовій колонії було присвоєно номер 100 і умовне найменування ЮЖ 313/100. Трудове використання спеціального контингенту повинно було забезпечуватися на власному підприємстві колонії, що мало бути створене для виготовлення деталей та вузлів до тракторів Т-150 за кооперацією з Харківським тракторним заводом. Після зведення установи 1 вересня 1984 року до колонії прибули перші засуджені.

## Сучасний стан
Сьогодні Державна установа «Те́мнівська виправна́ коло́нія № 100» — це кримінально-виконавча установа середнього рівня безпеки (для тримання чоловіків, засуджених до позбавлення волі на певний термін, які раніше відбували покарання у вигляді позбавлення волі), на її території розташовані та функціонують сектор максимального рівня безпеки для тримання чоловіків, засуджених до довічного позбавлення волі лікувальний заклад для чоловіків, засуджених до позбавлення волі на певний термін, які хворі на соматичні захворювання. Лікувальний заклад обслуговує Харківську, Полтавську, Сумську та Черкаську області.
Засуджені проживають у гуртожитках відділень соціально-психологічної служби, в повному обсязі забезпечені одягом єдиного зразку, взуттям за сезоном та постільними речами, триразовим харчуванням та нормами житлової площі згідно вимог Кримінально-виконавчого кодексу України.
В установі функціонує крамниця для засуджених, в якій вони мають змогу придбати продукти харчування та предмети першої необхідності, банно-пральний комплекс, перукарня.
Соціально-виховна робота із засудженими організовується в індивідуальних, групових і масових формах на основі психолого-педагогічних принципів і методів.
В установі для засуджених забезпечується доступність і безоплатність здобуття повної загальної середньої освіти. Засудженим, які бажають підвищувати свій загальноосвітній рівень, незалежно від віку, створюються умови для самоосвіти, надається можливість навчання в загальноосвітньому навчальному закладі колонії.
Нині начальником виправної колонії є Найдьонов Олег Валентинович.

## Адреса
62493 вул. Харківська, 3 , с. Темнівка Харківського району Харківської області